# Comuna Hukiv, Cemerivți
Hukiv (în ucraineană Гуків) este o comună în raionul Cemerivți, regiunea Hmelnîțkîi, Ucraina, formată din satele Burtî, Dolînivka, Hukiv (reședința) și Mareanivka.

## Demografie
Componența lingvistică a comunei Hukiv
     Ucraineană (98,93%)
     Rusă (1,01%)
     Alte limbi (0,06%)
Conform recensământului din 2001, majoritatea populației comunei Hukiv era vorbitoare de ucraineană (98,93%), existând în minoritate și vorbitori de rusă (1,01%).